# Мастаба Ахетхетепа
Мастаба Ахетхетепа находится в погребальном комплексе Саккары.
Она была обнаружена в 1903 году Жоржем Аароном Бенедитом, раскопавшим мастабу и разобравшим верхнюю её часть («часовню»), чтобы отправить её в Лувр. Часовня до сих пор выставляется в Лувре (зал 333). В 1991 году Департамент древностей Египта провёл раскопки, чтобы снова определить утерянное первоначальное местоположение мастабы и её часовни.

## Часовня Ахетхепа
Это культовая часть мастабы, которая оставалась доступной для посещения и после похорон. Внутри часовни всегда устраивалась фальшивая дверь, перед которой родственники умершего могли выставлять подношения, связанные с погребальным культом. Выставленная в Лувре часовня имеет довольно небольшой размер, стены полностью покрыты барельефами, сохранившими следы краски.
Проход в часовню осуществляется через узкую дверь, увенчанную свитком, на котором написано имя усопшего. Проём двери украшен барельефами, среди которых сцена перевозки статуй Ахетхепа. Внутри часовни — прямоугольная комната небольших размеров, в левой стене которой находится окно, выходившее раньше на сердаб гробницы со статуями умершего. Сцены этой стены представляют Ахетхетепа на параде похоронных подношений — длинная процессия носильщиков несёт ему всё необходимое для существования в загробной жизни. Заднюю стену занимают две высокие фальшивые двери, изображающие фасад королевского дворца — по древне-египетским верованиям, через эти двери душа усопшего могла посещать мир живых. На других стенах изображены классические сцены Древнего Египта: работа в поле, охота на болотах, загробная трапеза Ахетхеппа и сопровождающие её празднества. Все стены ранее были окрашены в яркие цвета.
В 1985 году, к моменту переоборудования новых залов Египетской коллекции Лувра, историки и хранители музея провели реставрацию и консолидацию часовни.

## Раскопки Лувра
Первоначальное местоположение и то, что осталось от мастабы Ахетхетепа, было найдено во время раскопок Лувра в Саккаре, проводившихся с 1991 по 2007 годы под руководством Кристианы Зиглер.
За восемь лет раскопок (1991—1999) археологи частично расчистили местоположение мастабы: 32 метра в длину, 16.10 метров в ширину, то есть приблизительно шестьдесят и тридцать египетских локтей соответственно. Высота сохранившейся части часовни составляет 5.92 метра, первоначальную высоту сооружения можно оценить примерно в 6.40 метров.
Часовня была частью более крупного ансамбля мастабы, состоящего из прихожей, коридора и узкого прямоугольного двора, на фасаде которого располагалась хранящаяся в Лувре часовня.
Раскопки позволили найти множество предметов культа Ахетхепа: столы для жертвоприношений, статуи, а также остатки погребального ритуала. В числе последних — одна канопа, ваза для хранения извлечённых в процессе мумификации внутренностей умершего. Канопа Ахетхетепа сделана из кальцита, плоская крышка — из известняка. Среди статуй, обнаруженных вокруг часовни мастабы особенно привлекает внимание статуя стоящего человека, вероятно, самого Ахетхетепа, одетого в костюм священника со шкурой пантеры и символикой богини Бат.
Археологи установили, что мастаба была разграблена еще в античности, и что впоследствии в ней размещалось множество более поздних захоронений, относящихся к позднему периоду Древнего Египта.
11 октября 2016 года, Лувр начал сбор пожерствований на кампанию по реконструкции часовни мастабы Ахетхетепа.

## Связанные статьи
- Мастаба
- Саккара
- Музей Лувр
- V династия

## Внешние ссылка
- Раскопки Лувра в Саккаре
- Страница мастабы на сайте музея
- «Мастаба Ахетхетепа» в базе данных Лувра (фр.)